# Герб Каратузского района
Герб муниципального образования Карату́зский район Красноярского края Российской Федерации.
Герб утверждён 20 августа 2009 года решением Каратузского районного Совета депутатов № Р-460.

## Описание герба
«На червленом поле с серебряной оконечностью золотой казак на золотом же коне, в правой руке алебарда в столб острием влево».

## Описание символики герба
Золото — символ богатства, справедливости и великодушия. 
Червлень — символ храбрости, мужества и неустрашимости. 
Серебро — символизирует великодушие, честность, верность и безупречность. 
В центре щита казак — всадник с алебардой, повернутой острием назад. Первоначально Каратузская станица была поставлена как пограничный форпост, в котором службу несли стрельцы. Алебарда, повернутая назад, является символом мирного несения службы.
Красное поле щита свидетельствует о красоте природы Каратузского района и его административной принадлежности к Красноярскому краю.

## История герба
В августе 2006 года распоряжением главы района была создана рабочая группа по разработке символики Каратузского района.
24 марта 2009 года предварительные проекты символов района были описаны в Решении районного совета депутатов и направлены в Государственный геральдический Совет. Этим же решением был принят и проект Положения о гербе.
Герб района был одобрен экспертами Геральдического Совета при президенте РФ и c некоторыми изменениями в композиции внесён в Государственный геральдический регистр под № 4787. Окончательно, ныне действующий герб района, был утверждён Решение Каратузского районного Совета депутатов от 20.08.2009 № Р-460.